# Revelación divina

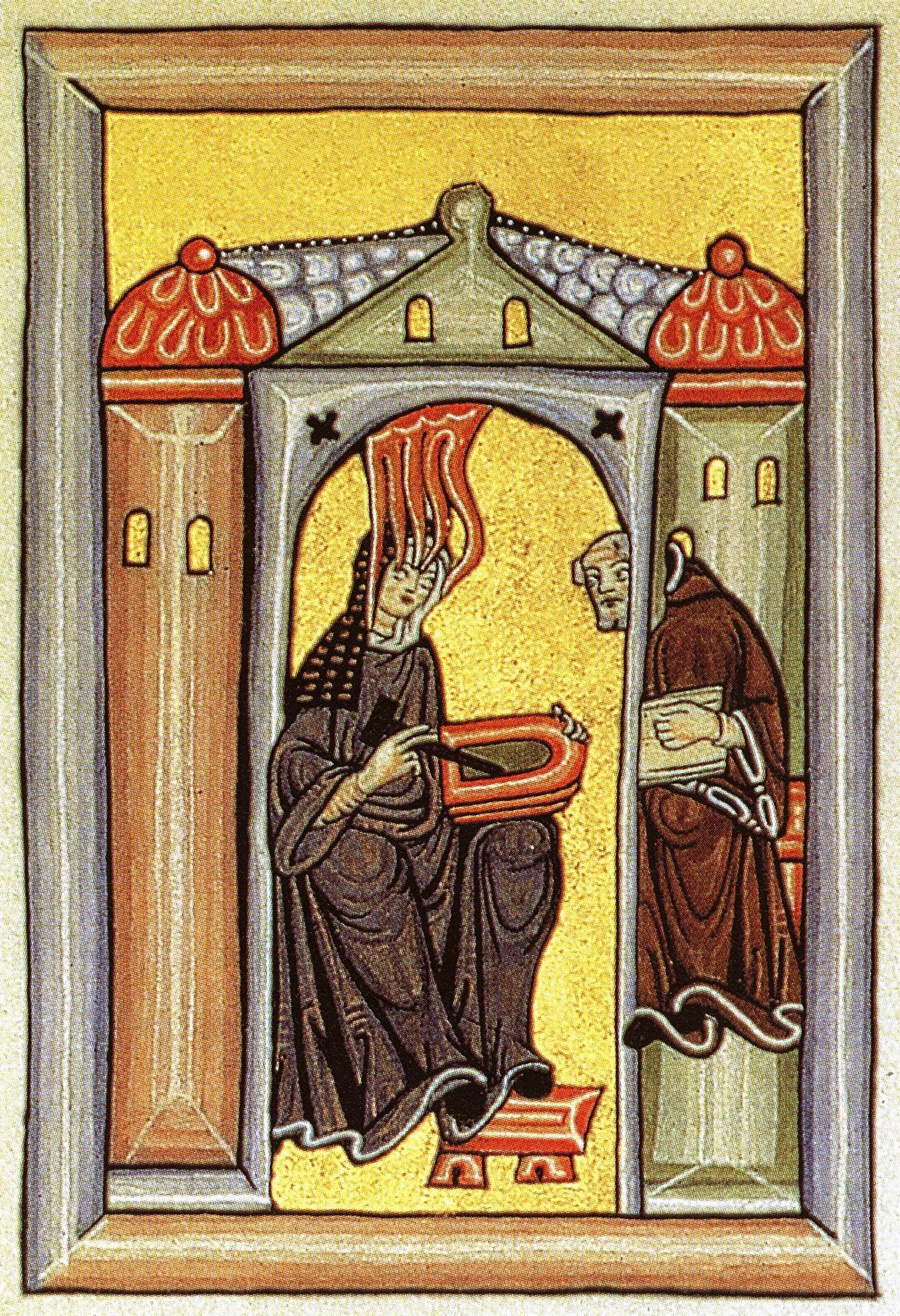
Hildegarda de Bingen recibiendo la inspiración divina (ilustración del códice Rupertsberger, aprox. 1180).

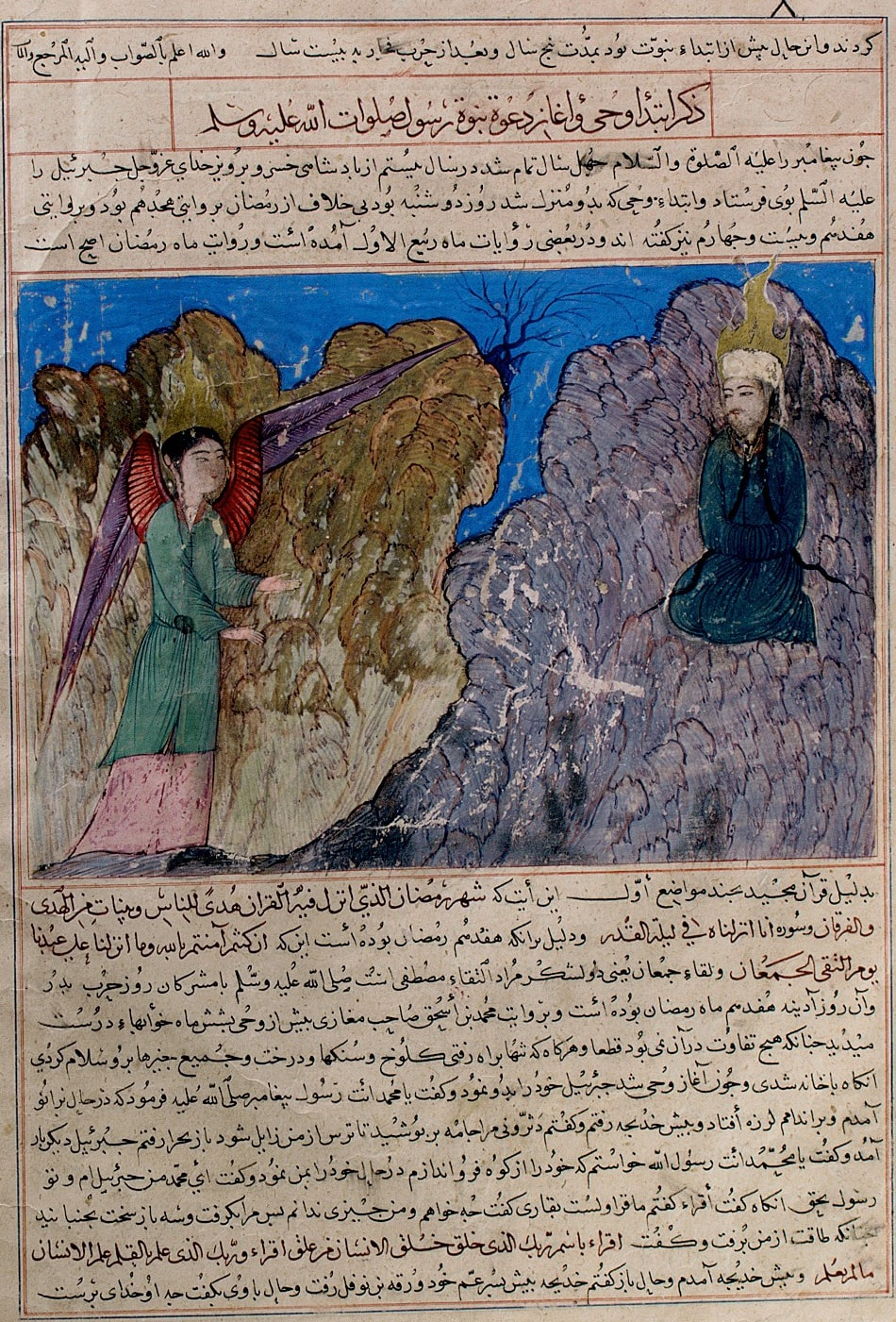
Llamada de Mahoma a la profecía y primera revelación; página de una copia del Muǧmal al-Tawārīḫ wa al-Qaṣaṣ (Colección de historias y cuentos) de aprox. 1425; obra timúrida, de Herat (Afganistán), conservada en el Museo Metropolitano de Arte.

En religión y teología, la revelación divina consiste en revelar, descubrir o hacer algo obvio a través de comunicación activa o pasiva con alguna entidad sobrenatural. Según la tradición judeocristiana la revelación puede originarse directamente a partir de una deidad o a través de algún agente de la misma, como un ángel. A quien ha experimentado ese tipo de comunicación divina se le suele llamar profeta. Según J.F. Rowny, catedrático de la Universidad de California y presidente de la Academia Estadounidense de Religión, un término más propio y amplio para este tipo de encuentro sería mística, convirtiendo la persona que lo experimente en un místico.  El encuentro de los profetas tendría un fin más concreto, con lo que todos los profetas serían místicos, pero no todos los místicos serían profetas.
Algunas religiones, como el judaísmo, cristianismo, el islam y el hinduismo cuentan con libros sagrados que se ven como revelados o inspirados de manera sobrenatural. La revelación desde una fuente sobrenatural es mucho menos importante en otras tradiciones religiosas, como el taoísmo o el confucianismo, aunque se han encontrado similitudes entre la visión de la revelación en el Antiguo Testamento y el principio de bodhi del budismo.

## En el cristianismo
Para los cristianos, especialmente para los católicos, la revelación es un acto por el cual Dios se da a conocer a los hombres, ya sea de manera natural o sobrenatural. La revelación natural es una manifestación a partir de la realidad del universo, la naturaleza, el mismo ser humano, o sea, toda la creación; el hombre puede, por analogía y con el solo uso de la luz natural de la razón, llegar al conocimiento y certeza de la existencia de un Dios creador. La revelación sobrenatural es una acción más específica y directa de Dios para manifestarse por una libre iniciativa suya de modo que trascienda las realidades naturales. 
En el cristianismo la revelación divina sobrenatural consiste específicamente en las verdades teológicas transmitidas por la Sagrada Tradición y las Sagradas Escrituras. Según enseña la Iglesia católica, el Magisterio de la Iglesia es el encargado de interpretar la Sagrada Escritura y la Sagrada Tradición, entendiendo estas últimas como un solo depósito de la fe. Otras iglesias cristianas difieren de este último punto.
De acuerdo con la doctrina católica, el hombre puede conocer a Dios con certeza a partir de sus obras haciendo uso de la razón natural. Pero existe otro orden de conocimiento que el hombre no puede de ningún modo alcanzar por sus propias fuerzas, el de la revelación divina. Por una decisión enteramente libre, Dios se revela y se da al hombre. Entre sus revelaciones dentro del credo cristiano, destacan aquellas que hablan del envío de su hijo encarnado, Jesucristo, y del Espíritu Santo.
Dios, que «habita una luz inaccesible» quiere comunicar su propia vida divina a los hombres libremente creados por él, para hacer de ellos, en su hijo, hijos adoptivos. Al revelarse a sí mismo, Dios quiere hacer a los hombres capaces de responderle, de conocerle y de amarle más allá de lo que ellos serían capaces por sus propias fuerzas. 
El designio divino de la revelación se realiza a la vez «mediante acciones y palabras», íntimamente ligadas entre sí y que se esclarecen mutuamente (DV 2). Este designio comporta una «pedagogía divina» particular: Dios se comunica gradualmente al hombre, lo prepara por etapas para acoger la Revelación sobrenatural que hace de sí mismo y que culminará en la Persona y la misión del Verbo encarnado, Jesucristo. 
Ireneo de Lyon habla en varias ocasiones de esta pedagogía divina bajo la imagen de un mutuo acostumbrarse entre Dios y el hombre: «El Verbo de Dios ha habitado en el hombre y se ha hecho Hijo del hombre para acostumbrar al hombre a comprender a Dios y para acostumbrar a Dios a habitar en el hombre, según la voluntad del Padre  Dios».

## En el judaísmo
Maimónides enumeró diferentes niveles de profecía, indicando también la meramente intelectual, cuyo propósito es conocer la verdad de la Torá especificando que su revelación tuvo lugar para Moisés a través de la palabra divina dirigida a él 'cara a cara'  con Dios, lo que se refiere a la visión y revelación de la palabra de Dios a través de los ángeles como fue el caso de Abraham y Jacob, finalmente con visiones de sueño veraz (el Talmud especifica  sin embargo, que en los sueños algunas partes pueden no ser totalmente ciertas debido a múltiples mensajes, para esto pueden ser interpretadas por el Jajam o por los propios profetas como sucedió con el patriarca José).
«Nuestros Sabios (midrash Beret rabba 70,8) enseñan: ¿Por qué se llama: 'Beit haShoeva'? Esto se debe a que el espíritu profético (el ruaj hakodesh fue extraído de allí). La Guemará (Sota 3a) nos enseña que una persona comete una falta solo cuando 'un espíritu de locura' se apodera de ella. Por otro lado, si una persona tiene cuidado de no cometer errores o de hacer Teshuvá sobre sus faltas, acerca de él, está escrito: en él descansará el espíritu de Hashem: espíritu de sabiduría e inteligencia, espíritu de consejo y fuerza, espíritu de ciencia y temor de Dios (Yeshayahu 11,2). Este era el espíritu profético que descansaba sobre las personas que estaban presentes en el Beit haShoeva = un espíritu que era el resultado de la Teshuvá y el hecho de vaciar la culpa»
Es obvio que la profecía debe ser absolutamente reconocida como real y verdadera, ya que deriva de Dios, si se trata de la Torá en su conjunto como una revelación divina o si se refiere a eventos pasados, presentes y futuros, aunque el propósito no es usar el espíritu profético para un propósito simple, sino precisamente para el conocimiento de toda la verdad; no es coincidencia que este aspecto, es decir, el del espíritu profético o el Ruaj haKodesh, se correlaciona necesariamente con la paz, la inteligencia, el juicio, la verdad bíblica, además de la evaluación veraz de cada tema puesto ante la persona elegida por Dios. Los textos religiosos judíos tradicionales, en la Cabalá y en los textos de Jasidut afirman que nadie puede igualar a Moisés, en el Pirkei Avot Líder de los profetas: se distingue por su habilidad profética como a través de una superficie clara, mientras que todos los demás profetas usan parábolas que solo son accesibles para aquellos que pueden ver la verdad, hasta el punto de ser acusados de mentir (José Albo da el ejemplo de Isaías).
En el futuro, con el Mashiaj, será posible decir 'un profeta Moisés': esto está en oposición al falso profeta mencionado incluso en el Pentateuco, donde está escrito que será asesinado (es cierto que el Mesías tendrá que enfrentar la muerte, precisamente en la era mesiánica, sin negar su veracidad divina); también se sabe que los textos de la Biblia hebrea no dudan en citar eventos mesiánicos que darán testimonio de cómo la profecía también afectará a los bebés, 'siervos' y no judíos, los Goyim.

Porque Dios da la sabiduría, De Su boca viene el conocimiento y el discernimiento. De esta manera la Torá de Dios será perfecta en cada generación y libre de cualquier deficiencia
José Albo, Sefer HaIkkarim

No se puede excluir que incluso la exégesis de la Torá derive de la revelación de la palabra divina. Jajam significa 'sabio': se deduce que un Jajam puede ser investido con el Ruaj haKodesh y así comentar verdaderamente los textos de la Biblia.

Esta es la concepción de Maimónides sobre el conocimiento de Dios, dice, como no podemos comparar su esencia con nuestra esencia, tampoco podemos comparar su conocimiento con nuestro conocimiento, porque el término conocimiento se aplica a Dios ya nosotros como un puro homónimo. Maimónides no quiere decir que el término aplicado a nosotros signifique conocimiento y aplicado a Dios signifique ignorancia, o viceversa, como significaría la homonimia absoluta. Sin sentido. Lo que quiere decir es esto. El término existencia se aplica a Dios y a nosotros mismos de manera absolutamente homónima. Sin embargo, no hay duda de que aunque la existencia de Dios es absolutamente diferente de la existencia de cualquier otra cosa, el término no denota existencia en un caso e inexistencia en el otro. En cuanto al significado negativo, la negación de la no-existencia, el término tiene el mismo significado en ambos casos, como se explica en el Libro Segundo, capítulo 30. El término existencia denota la negación de la no-existencia, tanto aplicada a nosotros como a Dios. El término se aplica a su significado positivo, porque no hay comparación entre la existencia de Dios y la existencia de cualquier otra cosa. De manera similar, el término conocimiento, ya sea que se aplique a Dios o se aplique a nosotros, significa la negación de la ignorancia. En este sentido, con respecto a su significado negativo, la relación de las dos aplicaciones, para Dios y para nosotros, es de prioridad y de posterioridad y no de absoluta homonimia. Sin embargo, con respecto al significado positivo, el término conocimiento se aplica a Dios ya nosotros como un puro homónimo y el conocimiento de Dios es absolutamente desconocido como su esencia es absolutamente desconocida
José Albo, Sefer HaYikkarim

Así, Dios, siempre existente, siempre ha sabido lo que entonces pasó en el Mundo y lo que habrá de volver a pasar; en cuanto al conocimiento, Dios es inmensamente sabio y su sabiduría es infinita y siempre tal como es perfecta: el conocimiento del ser humano, como recuerda Maimónides, aunque se complace con las verdades conocidas cada vez, precisamente por su 'fragmentación' incluso en un razonamiento amplio, completo y lógico, nunca podrá alcanzar ese conocimiento divino que deriva de un pasado eterno en el tiempo, lo 'abarca todo' en el presente y 'se proyecta' infinitamente en el futuro.

## En el hinduismo
De acuerdo con la tradición hinduista los textos shruti o śruti (en sánscrito ‘lo que se oye’) son lo que los sabios o rishis escucharon directamente de los dioses , y por tanto, no fueron escritos como creaciones del hombre, por lo que no son obras de origen intelectual, sino revelaciones directas de los dioses a los hombres. Los rishis (sabios o videntes) fueron los intermediarios que captaron esas revelaciones divinas. Estos textos que de acuerdo a la tradición hinduista son universales y eternos. No pueden ser interpretados, sino sólo seguidos al pie de la letra.